# Tekmovalno plavanje
Tekmovalno plavanje poteka na čas, največkrat v bazenih. 
Načini plavanja: 
- prosto-kravl
- Prsno
- hrbtno
- delfin - plavanje

## Na OI
Plavanje ima veliko različnih disciplin. Na OI se tekmuje v 50 meterskih bazenih.
Moški /	Ženske
- 50 m prosto /50 m prosto/50 m hrbtno/50 m delfin
- 100 m prosto	/100 m prosto
- 200 m prosto	/200 m prosto
- 400 m prosto	/400 m prosto
- 1500 m prosto	/800 m prosto
- 100 m hrbtno /100 m hrbtno
- 200 m hrbtno	/200 m hrbtno
- 100 m prsno /100 m prsno
- 200 m prsno	/200 m prsno
- 100 m delfin - plavanje /100 m delfin
- 200 m delfin	/200 m delfin
- 200 m mešano /200 m mešano
- 400 m mešano	/400 m mešano

Štafeta
- 4 x 50 m prosto
- 4 x 50 m mešano
- 4 x 100 m prosto
- 4 x 100 m mešano
- 4 x 200 m prosto
- 4 x 200 m mešano
- 4 x 400 m prosto
- 4 x 400 m mešano

Daljinsko plavanje:
- 10 km